# Ange-Marie Hiral
Joseph Paul Hiral, en religion Ange-Marie Hiral, né Joseph Hiral  le 29 juin 1871 à Mèze dans l'Hérault et décédé le 18 janvier 1952 à Québec, est un franciscain français, évêque de l'Église catholique romaine. À la fois évêque titulaire de Sululos (Tunisie) et vicaire apostolique du canal de Suez de 1929 à son décès, il a œuvré principalement en France, en Égypte et au Québec.

## Famille
Ses parents sont Baptiste Hiral (1844-1870), tonnelier et cultivateur, et Marie Courtines (1848-1895), vendeuse de pétrole pour les lampes. À la naissance, il est orphelin de père, car son père Baptiste s'est tué accidentellement le 27 décembre 1870 lorsque son cheval se cabra. Il naît au domicile de ses parents rue des Capestans. Il reçut à la naissance le prénom de Joseph et au baptême, le prénom de Paul (saint de la date du baptême, le 30 juin) qui deviendra son prénom usuel.
Paul avait un frère aîné Louis (1869-1883), une demi-sœur Anna (1880-1935) et un demi-frère Martial François (1885-1953), à la suite du remariage de sa mère en 1879 avec Joseph Léon Bénézech (1845-1907), le cousin germain de Baptiste.

## Enfance et scolarité
Son enfance est plutôt pauvre et il aidait sa mère au commerce de pétrole avec son frère. Son frère aîné étant souvent malade, il est confié à ses grands-parents maternels à Florensac en 1875 où il va à l'école élémentaire, puis va à l'école des Frères de Mèze en 1876 et en 1879 à l'école des Frères de la Sainte-Famille à Florensac. Il retourne ensuite au collège des Frères de Mèze en 1883, puis entre en janvier 1884 au collège Séraphique de Bordeaux où il restera jusqu'au mois d'août 1887. Au collège séraphique, il est bien noté pour la conduite et l'étude, mais se révèle assez mauvais pour les leçons, les devoirs et la discipline. En octobre 1885, il rentre dans le Tiers-Ordre franciscain. En 1887, il quitte le collège pour le noviciat de la province de Saint-Louis-d'Anjou à Amiens.

## Études religieuses en France
C'est le Frère Siffrein-Daniel, directeur de l'école communale de Mèze puis supérieur de l'école libre congréganiste qui orientera Paul vers le sacerdoce. Sa vêture chez l'ordre des frères mineurs (franciscains), le 8 septembre 1887 à Amiens, lui donne le nom de Frère Ange-Marie qu'il avait choisi, étant donné sa passion pour Marie. En septembre 1888, il va vivre au scolasticat de Béziers,.

## Montréal (1890-1900)
Le 1er juin 1890, Ange-Marie part pour Montréal pour ne pas effectuer son service militaire, la nouvelle loi du 15 juillet 1889, dite loi Freycinet, sur le recrutement de l’armée astreignant les séminaristes à un an de service militaire,. C'est la dernière fois qu'il verra sa mère. Il restera à Montréal jusque 1900. Il part en compagnie de son Père Directeur, Jean-Baptiste Pelte et embarque à Liverpool le 5 juin sur le paquebot « Parisian » de la ligne Allen, pour arriver à Québec le 13 juin et le 15 à Montréal.
Mgr Hiral habite initialement une maison adjacente au presbytère Saint-Joseph, 304, rue Richmond, qui vient d'être acquis par Othon Ransan, avec une petite dizaine de religieux. En 1892, il choisit de rejoindre la Province St-Pierre nouvellement créée pour le Canada ; néanmoins, il ne se fait pas naturaliser. En mai 1892, Mgr Hiral et les autres frères du couvent Saint-Joseph déménagent au 1222, rue Dorchester.
En 1893, il s'implique dans la réalisation des plans de la modification du couvent (création d'une crypte, modifications diverses). Ce sera le cas pour des modifications jusque 1900, notamment l'édification de l'église supérieure de Saint-François.
Il est ordonné prêtre le 17 février 1894 à Montréal dans la chapelle du couvent des Petites Sœurs des Pauvres, à date de la fête de saint Hilaire, le patron de Mèze, sa ville natale,,.
Le père Ange-Marie est nommé le 8 septembre 1895 maître des étudiants et directeur du collège séraphique de Montréal - il y avait été surveillant auparavant -, tout en restant professeur de philosophie. Il va y entreprendre des travaux d’agrandissement, en s'impliquant personnellement dans les plans (notamment pour le cloître).
Le 16 novembre 1896, il célèbre sa millième messe et le 15 août 1899, sa 2000e.

## Québec (1900-1907)
En 1900, Ange-Marie Hiral vient à Québec,. Il reçoit le mandat de procéder à l'établissement d'un couvent. Hiral s'installe dans une école du quartier Mont-Plaisant, près de Villa Manrèse. Le 18 juin 1901, il acquiert un terrain sur le flanc du cap dominant Saint-Sauveur. Après plusieurs dons, il fait construire un couvent dans le style de l'ancien couvent Saint-Antoine des Récollets à Québec. Le couvent est béni le 17 septembre 1902, agrandi en 1903 et 1904, et une chapelle est bénie le 11 avril 1906.

## Menin (1907-1910)
En 1908 il est gardien à Menin en Belgique. En 1909, le père Ange-Marie Hiral reçoit le mandat de former un noviciat et un scolasticat à Menin.

## Au Québec (1910-1920)
En 1910, Ange-Marie Hiral revient au Québec. La même année, Paul Bruchési, archevêque de Montréal au Québec, demande aux Franciscains de prendre en charge une deuxième paroisse dans Rosemont. Les Franciscains commencent le service religieux au Parc Lasalle et la paroisse est fondée par Ange-Marie Hiral (supérieur) en 1911. Elle est baptisée Saint-François Solano. Ange-Marie accède au provincialat de la province Saint-Pierre à Montréal en 1911.
De 1915 à 1920, il est gardien et curé à Trois-Rivières.

## En France (1920-1929)
Ange-Marie Hiral est fondateur d'un monastère franciscain à Mons-en-Barœul (France) vers 1920.

## Afrique (1929-1950)
Provincial des Franciscains au Canada et en France, il est nommé le 18 mars 1929 par le pape Pie XI évêque titulaire de Sululos (Tunisie) et vicaire apostolique du Canal de Suez (renommé en 1951 vicariat apostolique de Port-Saïd) en Égypte. Il reçoit la consécration épiscopale le 19 mai 1929 à Paris, des mains de Mgr Alfred Baudrillart, alors évêque auxiliaire de Paris. Ses co-ordonnateurs sont Mgr Charles-Albert-Joseph Lecomte, évêque d'Amiens et Mgr Georges Jansoone, alors évêque titulaire de Nilopolis et évêque auxiliaire de Lille.

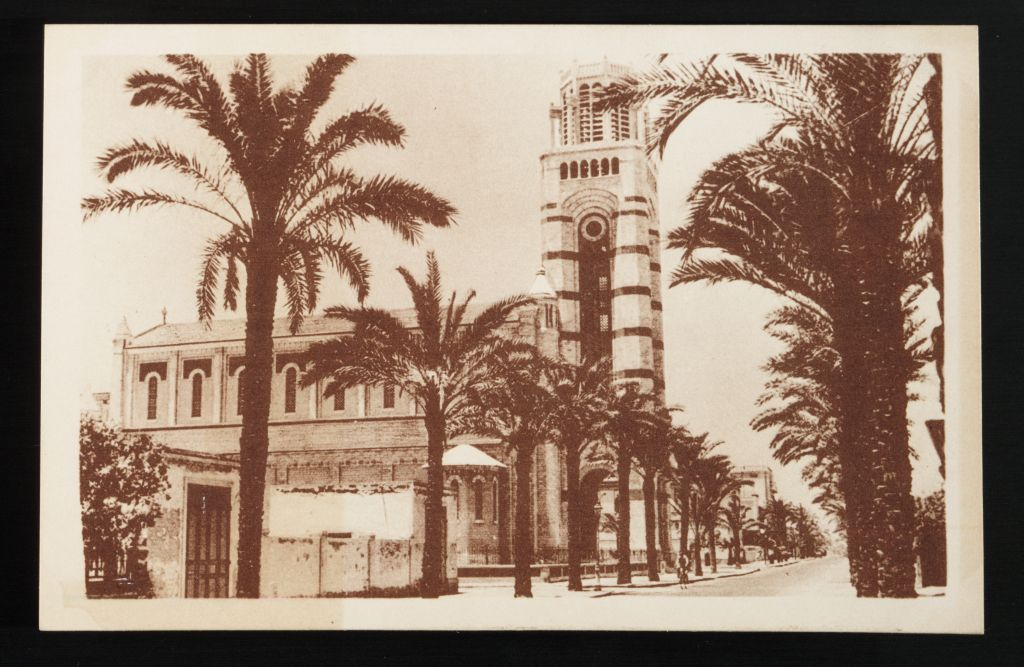
Cathédrale française de Port-Saïd.

De 1932 à 1934, il fait construire la cathédrale de Port-Saïd.
En 1933, Ange-Marie Hiral revient une nouvelle fois au Québec
Le 18 mai 1938, il rencontre Pie XI à Castel Gandolfo avec 6 autres évêques. Il lui renouvèle ses vœux.

## Au Québec (1950-1952)
Monseigneur Hiral revient au Québec en 1950 pour le cinquantenaire du couvent franciscain de Québec. Le 13 octobre 1951, Monseigneur Hiral célèbre à Québec sa dernière messe dédiée à Marie. Il décède le 18 janvier 1952 à Québec,,.

## Ordinations
Monseigneur Hiral a participé à l'ordination épiscopale de trois évêques : Georges Baraka (1888-1946), égyptien, évêque de Minya (it) (Égypte) ; Arthur Hughes (1902-1949), anglais, archevêque titulaire d'Aprus (de) et internonce apostolique en Égypte et Louis-Amédée Lefèvre (1890-1968), français, archevêque de Rabat (Maroc).

## Personnalité
Fidèle Durieux, archiviste de la province Saint-Louis-d'Anjou, le décrivait comme « un pur languedocien, un vrai méditerranéen ». Ses camarades du collège séraphique de Bordeaux le décrivaient comme « pacifique », « doux », « aimable » et « jovial ».

## Anecdote
Mgr Hiral a traversé 17 fois l'océan Atlantique en bateau (14 fois avant 1928, un aller-retour en 1932 et un dernier aller vers le Québec en 1950) et plus de dix fois la Méditerranée (2 fois avant 1928 et une dizaine de voyages pendant son épiscopat à Port-Saïd).

## Hommage
Une place (anciennement Place des Pénitents) de sa ville natale, Mèze, porte son nom depuis le 2 février 1952 sur décision du conseil municipal. Cette décision est motivée par le fait que « Monseigneur Hiral a vécu pendant son jeune âge aux environs de l’église des Pénitents » et qu'il est « un de ses fils, d'origine modeste, qui, par son intelligence et son travail, s'est élevé jusqu'à une des plus hautes fonctions de l’Église, et qui (...) a défendu (...) les prérogatives françaises et (...) a soutenu de toutes ses forces l'expansion de notre langue »,.
Une plaque de marbre blanc a été placée à l'église Saint-Hilaire de Mèze en son hommage par l'abbé A. Porte en 1953.
Il est enterré au sous-sol du Couvent Saint-Joseph, 2010, boulevard René-Lévesque Ouest, à Montréal.
Un petit musée des souvenirs de Mgr Hiral se trouve à Québec.

## Sources
- Monseigneur Ange-Marie Hiral, O.F.M., de Paul Eugène Trudel (5 volumes, Montréal, 1957–61)
- Les Franciscains au Canada, 1890-1990, de Jean Hamelin, 1990,  (ISBN 2-921114-38-0)